# Camillina cui
Camillina cui är en spindelart som beskrevs av Norman I. Platnick och Murphy 1987. Camillina cui ingår i släktet Camillina och familjen plattbuksspindlar.
Artens utbredningsområde är Paraguay. Inga underarter finns listade.